# Paola Reis
Paola Reis Santos (* 15. August 1999 in Lauro de Freitas) ist eine brasilianische Radrennfahrerin, die im BMX-Rennsport aktiv ist. Ihr Vorname wird in der brasilianischen Presse teils auch in der Form Paôla geschrieben.

## Sportlicher Werdegang
Reis fing im Alter von 11 Jahren mit BMX-Rennen an. Als Juniorin war sie 2016 und 2017 jeweils Panamerika-Meisterin und stand im Finale der BMX-Rennsport-Weltmeisterschaften 2017, wo sie auf dem siebten Platz endete. 2019 wurde sie erstmals brasilianische Meisterin in der Elite, bei den Panamerikaspielen desselben Jahres war sie Zweite.
2021 schloss sie der brasilianische Verband wegen eines Verstoßes gegen Quarantäne-Pflichten von der Qualifikation zu den Olympischen Spielen aus. 2022 und 2023 gewann sie die brasilianischen Meisterschaften erneut, 2023 wurde sie zusätzlich Panamerika-Meisterin, was Brasilien einen Platz im olympischen BMX-Rennen 2024 sicherte. Dort schied sie durch einen Sturz im Hoffnungslauf aus.
Bei Weltmeisterschaften war ein 20. Platz ihr bislang bestes Ergebnis in der Elite, in Weltcup-Rennen belegte sie zweimal den fünften Platz.

## Erfolge
2016
 Panamerika-Meisterin (Junioren)
 Brasilianische Meisterin (Junioren)
2017
 Panamerika-Meisterin (Junioren)
2019
 Brasilianische Meisterin
 Panamerikaspiele
2022
 Brasilianische Meisterin
 Panamerika-Meisterschaften
2023
 Panamerika-Meisterin
 Brasilianische Meisterin